# Андраж Шпорар
Андраж Шпорар (словен. Andraž Šporar, нар. 27 лютого 1994, Любляна) — словенський футболіст, нападник турецького клубу «Аланіяспор».
Виступав, зокрема, за клуби «Олімпія», «Базель», «Армінія», «Слован» (Братислава), «Спортінг» (Лісабон) та «Панатінаїкос», а також національну збірну Словенії.
Дворазовий чемпіон Швейцарії. Володар Кубка Швейцарії. Чемпіон Словаччини. Володар Кубка Словаччини. 

## Клубна кар'єра
Народився 27 лютого 1994 року в місті Любляна. Вихованець юнацьких команд футбольних клубів «Олімпія», «МНК», «Інтерблок» та «Слован».
У дорослому футболі дебютував 2011 року виступами за команду клубу «Інтерблок», в якій провів один сезон, взявши участь у 21 матчі чемпіонату. 
Своєю грою за цю команду привернув увагу представників тренерського штабу клубу «Олімпія», до складу якого приєднався 2012 року. Відіграв за команду з Любляни наступні три сезони своєї ігрової кар'єри. Більшість часу, проведеного у складі люблянської «Олімпії», був основним гравцем атакувальної ланки команди. У складі «Олімпії» був одним з головних бомбардирів команди, маючи середню результативність на рівні 0,48 голу за гру першості.
2016 року уклав контракт з клубом «Базель», у складі якого провів наступних два роки своєї кар'єри гравця. 
2017 року захищав кольори команди клубу «Армінія» на правах оренди. 
До складу клубу «Слован» приєднався 2018 року.
23 січня 2020 року уклав п'ятирічний контракт із португальським клубом «Спортінг» (Лісабон) уклавши найбільший контракт для гравців з Словацької Суперліги на суму 6 мільйонів євро.
На початку 2021 на правах оренди став гравцем «Браги».

## Виступи за збірні
2011 року дебютував у складі юнацької збірної Словенії, взяв участь в 17 іграх на юнацькому рівні, відзначившись 3 забитими голами.
Протягом 2012–2016 років залучався до складу молодіжної збірної Словенії. На молодіжному рівні зіграв у 20 офіційних матчах, забив 8 голів.
2016 року дебютував в офіційних матчах у складі національної збірної Словенії.
| Дата       | Місто      | Господарі          | Результат | Гості              | Турнір                               | Голи | Примітки |
| ---------- | ---------- | ------------------ | --------- | ------------------ | ------------------------------------ | ---- | -------- |
| 11-11-2016 | Мдіна      | Мальта             | 0 – 1     | Словенія           | Відбір до ЧС 2018                    | -    | 83'      |
| 14-11-2016 | Вроцлав    | Польща             | 1 – 1     | Словенія           | товариський матч                     | -    | 53'      |
| 4-9-2017   | Любляна    | Словенія           | 4 – 0     | Литва              | Відбір до ЧС 2018                    | -    | 63'      |
| 5-10-2017  | Лондон     | Англія             | 1 – 0     | Словенія           | Відбір до ЧС 2018                    | -    | 55'      |
| 23-3-2018  | Клагенфурт | Австрія            | 3 – 0     | Словенія           | товариський матч                     | -    | 86'      |
| 27-3-2018  | Любляна    | Словенія           | 0 – 2     | Білорусь           | товариський матч                     | -    | 77'      |
| 2-6-2018   | Подгориця  | Чорногорія         | 0 – 2     | Словенія           | товариський матч                     | -    | 46' 54'  |
| 6-9-2018   | Любляна    | Словенія           | 1 – 2     | Болгарія           | Ліга націй УЄФА 2018-2019 - 1-й етап | -    | 73'      |
| 9-9-2018   | Нікосія    | Кіпр               | 2 – 1     | Словенія           | Ліга націй УЄФА 2018-2019 - 1-й етап | -    | 83'      |
| 13-10-2018 | Осло       | Норвегія           | 1 – 0     | Словенія           | Ліга націй УЄФА 2018-2019 - 1-й етап | -    |          |
| 16-11-2018 | Любляна    | Словенія           | 1 – 1     | Норвегія           | Ліга націй УЄФА 2018-2019 - 1-й етап | -    | 84'      |
| 21-3-2019  | Хайфа      | Ізраїль            | 1 – 1     | Словенія           | Відбір до ЧЄ 2020                    | 1    | 85'      |
| 24-3-2019  | Любляна    | Словенія           | 1 – 1     | Північна Македонія | Відбір до ЧЄ 2020                    | -    | 71'      |
| 7-6-2019   | Клагенфурт | Австрія            | 1 – 0     | Словенія           | Відбір до ЧЄ 2020                    | -    |          |
| 6-9-2019   | Любляна    | Словенія           | 2 – 0     | Польща             | Відбір до ЧЄ 2020                    | 1    | 85'      |
| 9-9-2019   | Любляна    | Словенія           | 3 – 2     | Ізраїль            | Відбір до ЧЄ 2020                    | -    |          |
| 10-10-2019 | Скоп'є     | Північна Македонія | 2 – 1     | Словенія           | Відбір до ЧЄ 2020                    | -    |          |
| 13-10-2019 | Любляна    | Словенія           | 0 – 1     | Австрія            | Відбір до ЧЄ 2020                    | -    |          |
| 16-11-2019 | Любляна    | Словенія           | 1 – 0     | Латвія             | Відбір до ЧЄ 2020                    | -    |          |
| Усього     |            | Матчів             | 19        |                    | Голів                                | 2    |          |

## Титули і досягнення

### Командні
- Чемпіон Швейцарії (2):

«Базель»: 2015-16, 2016-17
- Володар Кубка Швейцарії (1):

«Базель»: 2016-17
- Чемпіон Словаччини (1):

«Слован»: 2018-19
- Володар Кубка Словаччини (1):

«Слован»: 2017-18
- Володар Кубка португальської ліги (1):

«Спортінг»: 2020-21
- Володар Кубка Португалії (1):

«Брага»: 2020-21

### Особисті
Найкращий бомбардир чемпіонату Словаччини (2): сезону 2018—2019, 29 голів та сезону 2019-20, 12 голів.